# Steve Lundquist
Stephen K. („Steve”) Lundquist (ur. 20 lutego 1961 w Atlancie) – amerykański pływak. Dwukrotny złoty medalista olimpijski z Los Angeles.
Specjalizował się w stylu klasycznym. Znajdował się w reprezentacji na IO 80, jednak Amerykanie zbojkotowali igrzyska w Moskwie i na olimpiadzie zadebiutował 4 lata później. W Los Angeles zdobył dwa złote medale (w tym na 100 metrów żabką). Wielokrotnie bił rekordy świata.

## Starty olimpijskie
Los Angeles 1984
- 100 m żabką, 4 × 100 m stylem zmiennym - złoto